# Lorna Forde
Lorna Forde (sinh ngày 24 tháng 6 năm 1952) là một vận động viên chạy nước rút người Barbados. Cô thi đấu ở nội dung 100 mét nữ và 400 mét nữ tại Thế vận hội Mùa hè 1976. Forde đã tham gia nội dung tiếp sức 4 × 400 mét tại Thế vận hội Mùa hè năm 1972. Forde đã giành được đồng trong 400 mét và hoàn thành thứ bảy trong 200 mét tại Đại hội Thể thao Pan American 1975.